# 1804年美国总统选举康涅狄格州选情
1804年美国总统选举于1804年11月2日至12月5日期间进行，在此次选举中康涅狄格州的9位选举人由州议会指派，再由他们投出总统及副总统组合。尽管平克尼赢得了康涅狄格州，但在全国范围内则以压倒性的失利遭到了击败。